# 더 다크 픽처스 앤솔로지: 맨 오브 메단
《더 다크 픽처스 앤솔로지: 맨 오브 메단》(The Dark Pictures Anthology: Man of Medan)은 슈퍼매시브 게임스가 개발하고 반다이 남코 엔터테인먼트가 배급한 인터랙티브 드라마 서바이벌 호러 비디오 게임이다. 더 다크 픽처스 앤솔로지 시리즈에서 계획된 8개의 게임들 가운데 첫 번째 게임이며 2019년 8월 30일 마이크로소프트 윈도우, 플레이스테이션 4, 엑스박스 원용으로 출시되었다.

## 게임플레이
더 다크 픽처스 앤솔로지: 맨 오브 메단은 1인 또는 다인이 유령선에 갇힌 5명의 각기 다른 캐릭터를 통제해야 하는 3인칭 관점에서 플레이되는 서바이벌 호러 비디오 게임이다.
2015년 게임 언틸 던의 스트리밍의 인기에 영향, 그리고 컨트롤을 공유함으로써 친구들과 게임을 플레이하는 사람 수에 영향을 받은 슈퍼매시브 게임스는 셰어드 스토리와 무비 나이트라는 제목의 각기 다른 멀티플레이어 모드를 더 다크 픽처스 앤솔로지: 맨 오브 메단에 도입하였다. 셰어드 스토리에서는 두 플레이어가 협업 온라인을 즐길 수 있다. 무비 나이트에서는 최대 5명의 사람이 자신의 캐릭터를 골라 턴제로 컨트롤러를 받아 진행할 수 있다.

## 평가

### 비평
리뷰 애그리게이터 메타크리틱에 따르면 더 다크 픽처스 앤솔로지: 맨 오브 메단은 윈도우 버전의 경우 전반적으로 좋은 평가를 받은 반면 플레이스테이션 4와 엑스박스 원 버전의 경우 혼재된 평균 점수를 받았다.

### 판매량
더 다크 픽처스 앤솔로지: 맨 오브 메단은 출시 첫 주에 애스트럴 체인과 렉페스트에 이어 영국에서 3번째로 많이 판매된 게임이었다.

### 수상
| 연도 | 상                                                     | 분류                                         | 결과 | 각주   |
| ---- | ------------------------------------------------------ | -------------------------------------------- | ---- | ------ |
| 2019 | en:The Independent Game Developers' Association Awards | Best Action and Adventure Game               | 수상 | [ 13 ] |
| 2019 | en:The Independent Game Developers' Association Awards | Best Audio Design                            | 후보 | [ 13 ] |
| 2019 | en:The Independent Game Developers' Association Awards | Creativity Award                             | 후보 | [ 13 ] |
| 2019 | en:The Independent Game Developers' Association Awards | Best Social Game                             | 수상 | [ 13 ] |
| 2019 | en:2019 Golden Joystick Awards                         | Best Multiplayer Game                        | 후보 | [ 14 ] |
| 2020 | en:NAVGTR Awards                                       | Animation, Technical                         | 후보 | [ 15 ] |
| 2020 | en:NAVGTR Awards                                       | Camera Direction in a Game Engine            | 후보 | [ 15 ] |
| 2020 | en:NAVGTR Awards                                       | Direction in a Game Cinema                   | 후보 | [ 15 ] |
| 2020 | en:NAVGTR Awards                                       | Lighting/Texturing                           | 후보 | [ 15 ] |
| 2020 | 16th British Academy Games Awards                      | Performer in a Supporting Role (Ayisha Issa) | 미정 | [ 16 ] |

## 시퀄
다크 픽처스 앤솔로지 시리즈의 두 번째 게임 리틀 호프는 2020년 출시가 확정되었다.